# Mistrovství světa v silniční cyklistice 2017
Mistrovství světa v silniční cyklistice 2017 se uskutečnilo v norském Bergenu od 17. do 24. září 2017. Byl to 90. ročník mistrovství světa a druhý ročník konaný v Norsku po mistrovství světa 1993 v Oslu.

## Program
Všechny časy v tabulce jsou uváděny ve středoevropském letním čase.
| 17. září             | 12:05           | 13:55           | Ženské týmy     | 42,5 km         | 42,5 km |        |        |        |        |
| 17. září             | 15:35           | 17:25           | Mužské týmy     | 42,5 km         | 42,5 km |        |        |        |        |
| Individuální časovky |                 |                 |                 |                 |         |        |        |        |        |
| 18. září             | 10:35           | 11:50           | Ženy juniorky   | 16,1 km         | 16,1 km |        |        |        |        |
| 18. září             | 13:05           | 17:35           | Muži do 23 let  | 37,2 km         | 37,2 km |        |        |        |        |
| 19. září             | 11:35           | 13:30           | Muži junioři    | 21,1 km         | 21,1 km |        |        |        |        |
| 19. září             | 15:55           | 17:15           | Ženy elite      | 21,1 km         | 21,1 km |        |        |        |        |
| 20. září             | 13:05           | 17:45           | Muži elite      | 31,0 km         | 31,0 km |        |        |        |        |
| Silniční závody      | Silniční závody | Silniční závody | Silniční závody | Silniční závody | Okruhy  | Okruhy | Okruhy | Okruhy | Okruhy |
| 22. září             | 10:05           | 12:15           | Ženy juniorky   | 76,4 km         | 4       |        |        |        |        |
| 22. září             | 13:15           | 17:35           | Muži do 23 let  | 191,0 km        | 10      |        |        |        |        |
| 23. září             | 9:30            | 12:45           | Muži junioři    | 133,8 km        | 4       |        |        |        |        |
| 23. září             | 13:15           | 17:15           | Ženy elite      | 152,8 km        | 8       |        |        |        |        |
| 24. září             | 10:05           | 16:50           | Muži elite      | 267,5 km        | 11      |        |        |        |        |

## Medailisté

### Elitní závody
| Závod          | Zlato | Zlato         | Stříbro | Stříbro       | Bronz | Bronz         |
| Mužské závody  | Mužské závody | Mužské závody | Mužské závody | Mužské závody | Mužské závody | Mužské závody |
| -------------- | --- | ------------- | --- | ------------- | --- | ------------- |
| Silniční závod | Peter Sagan (SVK) | 6h 28' 11"    | Alexander Kristoff (NOR) | + 0"          | Michael Matthews (AUS) | + 0"          |
| Časovka        | Tom Dumoulin (NED) | 44' 41,00"    | Primož Roglič (SLO) | + 57,79"      | Chris Froome (GBR) | + 1' 21,25"   |
| Týmová časovka | Team Sunweb | 47' 50,42"    | BMC Racing Team | + 8,29"       | Team Sky | + 22,35"      |
| Týmová časovka | Tom Dumoulin (NED) Lennard Kämna (GER) Wilco Kelderman (NED) Søren Kragh Andersen (DEN) Michael Matthews (AUS) Sam Oomen (NED)                   | 47' 50,42"    | Rohan Dennis (AUS) Silvan Dillier (SUI) Stefan Küng (SUI) Daniel Oss (ITA) Miles Scotson (AUS) Tejay van Garderen (USA)                                | + 8,29"       | Owain Doull (GBR) Chris Froome (GBR) Vasil Kiryienka (BLR) Michał Kwiatkowski (POL) Gianni Moscon (ITA) Geraint Thomas (GBR)                              | + 22,35"      |
| Ženské závody  | |               | |               | |               |
| Silniční závod | Chantal Blaaková (NED) | 4h 06' 30"    | Katrin Garfootová (AUS) | + 28"         | Amalie Dideriksenová (DEN) | + 28"         |
| Časovka        | Annemiek van Vleutenová (NED) | 28' 50,35"    | Anna van der Breggenová (NED) | + 12,16"      | Katrin Garfootová (AUS) | + 18,93"      |
| Týmová časovka | Team Sunweb | 55' 41,63"    | Boels–Dolmans | + 12,43"      | Cervélo–Bigla Pro Cycling | + 28,03"      |
| Týmová časovka | Lucinda Brandová (NED) Leah Kirchmannová (CAN) Floortje Mackaijová (NED) Coryn Riverová (USA) Sabrina Stultiensová (NED) Ellen van Dijková (NED) | 55' 41,63"    | Chantal Blaaková (NED) Karol-Ann Canuelová (CAN) Megan Guarnierová (USA) Christine Majerusová (LUX) Amy Pietersová (NED) Anna van der Breggenová (NED) | + 12,43"      | Stephanie Gaumnitzová (GER) Lisa Kleinová (GER) Clara Koppenburgová (GER) Lotta Lepistöová (FIN) Cecilie Uttrup Ludwigová (DEN) Ashleigh Moolmanová (RSA) | + 28,03"      |

### Závody do 23 let
| Závod                    | Zlato                  | Zlato         | Stříbro               | Stříbro       | Bronz                    | Bronz         |
| Mužské závody            | Mužské závody          | Mužské závody | Mužské závody         | Mužské závody | Mužské závody            | Mužské závody |
| ------------------------ | ---------------------- | ------------- | --------------------- | ------------- | ------------------------ | ------------- |
| Silniční závod do 23 let | Benoît Cosnefroy (FRA) | 4h 48' 23"    | Lennard Kämna (GER)   | + 0"          | Michael Carbel (DEN)     | + 3"          |
| Časovka do 23 let        | Mikkel Bjerg (DEN)     | 47' 06,48"    | Brandon McNulty (USA) | + 1' 05,92"   | Corentin Ermenault (FRA) | + 1' 16,65"   |

### Juniorské závody
| Závod                   | Zlato                  | Zlato         | Stříbro                  | Stříbro       | Bronz                        | Bronz         |
| Mužské závody           | Mužské závody          | Mužské závody | Mužské závody            | Mužské závody | Mužské závody                | Mužské závody |
| ----------------------- | ---------------------- | ------------- | ------------------------ | ------------- | ---------------------------- | ------------- |
| Silniční závod juniorů  | Julius Johansen (DEN)  | 3h 10' 48"    | Luca Rastelli (ITA)      | + 51"         | Michele Gazzoli (ITA)        | + 51"         |
| Časovka juniorů         | Tom Pidcock (GBR)      | 28' 02,15"    | Antonio Puppio (ITA)     | + 11,92"      | Filip Maciejuk (ITA)         | + 13,29"      |
| Ženské závody           |                        |               |                          |               |                              |               |
| Silniční závod juniorek | Elena Pirroneová (ITA) | 2h 06' 17"    | Emma Jørgensenová (DEN)  | + 12"         | Letizia Paternosterová (ITA) | + 12"         |
| Časovka juniorek        | Elena Pirroneová (ITA) | 23' 19,72"    | Alessia Vigiliaová (ITA) | + 6,38"       | Madeleine Fasnachtová (AUS)  | + 42,32"      |